# Wolf Engels
Wolf Hermann Engels (* 1. März 1935 in Halle (Saale); † 18. Dezember 2021 in Tübingen) war ein deutsch-brasilianischer Zoologe, Imker und von 1975 bis 2003 Hochschullehrer an der Eberhard Karls Universität Tübingen.

## Leben
Engels studierte von 1955 bis 1962 Biologie in Göttingen, Tübingen und Münster. 1963 wurde er bei Bernhard Rensch in Münster promoviert, 1971 habilitierte er sich. Von 1972 bis 1974 nahm Engels eine Gastprofessur an der Universität von São Paulo in Brasilien an. Mit Brasilien verband ihn die Familie seiner Mutter, die dort als Tochter eines evangelischen Pfarrers geboren war. In Brasilien forschte er in der Arbeitsgruppe von Professor Warwick Kerr über die Fortpflanzungsbiologie der Stachellosen Bienen. 1975 erhielt Engels einen Ruf auf den Lehrstuhl Entwicklungsphysiologie am Zoologischen Institut der Eberhard Karls Universität Tübingen. Er pflegte intensiv die Kontakte und den Austausch mit Brasilien und leitete von 2001 bis 2012 das Brasilien-Zentrum der Universität. 2003 wurde Engels emeritiert. Ab den 1980er Jahren galt Engels’ wissenschaftliches Interesse besonders dem gefährdeten Ökosystem Araukarienwald, und er wirkte an der Einrichtung eines Schutzgebietes mit.
Zu seinen Schülern zählt Manfred Ayasse.
Engels war verheiratet mit seiner Kollegin Elisabeth Engels, mit der er mehrere gemeinsame Publikationen zur Biologie der Bienen verfasste. Aus der Ehe gingen vier Kinder hervor. Engels ist in Lemgo beigesetzt.

## Schriften
- mit Elisabeth Engels (1984): Drohnen-Ansammlungen bei Nestern der Stachellosen Biene Scaptotringona Postica, in: Apidologie 15 (1984), S. 315–328, DOI:10.1051/apido:19840304.
- als Herausgeber (1987): Die Tropen als Lebensraum, Tübingen: Attempto-Verlag, ISBN 978-3-89308-008-3.
- als Herausgeber (1990): Social insects: an evolutionary approach to castes and reproduction, Berlin u. a.: Springer, ISBN 978-3-540-50812-0.
- mit Peter Rosenkranz und Elisabeth Engels (1995): Thermoregulation in the nest of the Neotropical Stingless bee Scaptotrigona postiça and a hypothesis on the evolution of temperature homeostasis in highly Eusocial bees, in: Studies on Neotropical Fauna and Environment 30 (4), p. 193–205, DOI:10.1080/01650529509360958.
- mit Elisabeth Engels und Wittko Francke (1997): Ontogeny of cephalic volatile patterns in queens and mating biology of the neotropical stingless bee, Scaptotrigona postica, in: Invertebrate Reproduction & Development 31 (1–3), p. 251–256, DOI:10.1080/07924259.1997.9672583.
- mit Martin Berger (2011): Die ornithologischen Tagebücher von Helmut Sick (1910–1991). In: Vogelwarte 49, S. 79–83.
- mit Sabine Heinle (2014): Hans Staden als Tropen-Biologe: Erste Beschreibungen „andersartiger“ Tiere und Pflanzen Brasiliens in seinem Buch „Warhaftige Historia“ von 1557 – 22 Beispiele von uns identifizierter Species. In: Spixiana. 37, S. 283–287. (online)

## Auszeichnungen
- 1987: Aufnahme in die Brasilianische Akademie der Wissenschaften
- 1997: Ehrenprofessorenwürde der Pontifícia Universidade Católica do Rio Grande do Sul
- 2015: Ehrenmedaille der Eberhard Karls Universität Tübingen